# Галое (болото, Гомельская область)
Галое — болото в Петриковском и Калинковичском районах Гомельской области Беларуси.

## Описание болота
Низинного типа, в водосборе реки Тремля. Включает массивы Дикая Тремля, Добринское и Кротовщина. Площадь 7 тыс. га, средняя глубина 1,2 м, степень разложения 30 %, зольность 10—12,4 %.

## Флора
Частично осушено в 1962—1965, используется под посевы зерновых, картофеля, многолетних трав. На 600 га лес.